# Lažánky u Veverské Bítýšky
Lažánky (deutsch Laschanko) ist eine Gemeinde in Tschechien. Sie liegt zwölf Kilometer östlich von Velká Bíteš und gehört zum Okres Brno-venkov. Das Dorf hatte früher wegen seiner Kalkbrennereien den Beinamen Vápenné Lažánky.

## Geographie
Lažánky befindet sich in der Bobravská vrchovina auf einer Hochfläche über den Tälern des Maršovský potok, der Svratka und des Bílý potok. Das Dorf liegt am nördlichen Rande des Naturparks Údolí Bílého potoka. Gegen Norden erstreckt sich das Waldgebiet Pravková. Westlich erhebt sich die Krajina (514 m). Nordwestlich von Lažánky befinden sich ein altes Kalkwerk und mehrere Kalkbrüche. Westlich liegt der Kaolinsee Mořské oko.
Nachbarorte sind Pejškov, Vohančice und Heroltice im Norden, Šárka, Sentice und Kopaniny im Nordosten, Holasice und Veverská Bítýška im Osten, Prachovna und Hvozdec im Südosten, Veverské Knínice, Lažánský Mlýn und Javůrek im Süden, Šmelcovna, Maršovský Mlýn und Javůrecký Mlýn im Südwesten, Maršov im Westen sowie Braníškov und Deblín im Nordwesten.

## Geschichte
Lažánky entstand wahrscheinlich als Ansiedlung von Kalkbrennern und Köhlern. Die erste schriftliche Erwähnung des Ortes erfolgte im Jahre 1236, als Markgraf Přemysl dem Burggrafen Ctibor von Veveří und dessen Nachfolgern für treue Dienste die Einkünfte aus Lažánky sowie das Recht zum Bergbau auf Eisenerz überließ. 1358 tauschte Burggraf Jakub von Veveří Lažánky bei Hereš von Lelekovice gegen Jinačovice ein. Später wurde das Dorf nach Deblín untertänig. Die Kalkgewinnung erfolgte hier bereits seit dem Mittelalter. Der Branntkalk fand Verwendung als wichtiger Zusatzstoff in den Eisenhütten der Umgebung. 1470 kaufte die königliche Stadt Brünn die Herrschaft Deblín von den Herren von Boskowitz. Westlich des Dorfes wurde seit dem 16. Jahrhundert in einigen Schächten Eisenerz gefördert, ab 1722 erfolgte dessen Verarbeitung in der nahegelegenen Eichhornhütte. Eine Pfarrei ist in Lažánky seit 1527 nachweisbar. Diese erlosch während des Dreißigjährigen Krieges, seit 1630 war das Dorf nach Deblín gepfarrt. Im Hufenregister von 1674 sind für Lažánky 17 Anwesen aufgeführt. Seit 1696 ist die Schenke nachweisbar, die sich seither im Besitz der Familie Orator befand. Die erste Nachricht über eine Kalkbrennerei stammt aus dem Jahre 1711. 1749 bestand das Dorf aus 30 Wirtschaften. Aus dieser Zeit stammt auch das älteste Ortssiegel, das einen Baum zeigt und Inschrift Sigil der Gemeinde Lažánek trägt. Nach dem Umbau und der Erweiterung der Kirche wurde 1786 in Lažánky eine Filialkirche eingerichtet. Im Kirchhof wurde ein Friedhof angelegt, zuvor erfolgten die Bestattungen in Deblín. Im selben Jahre wurde der Schulunterricht aufgenommen, den auch die Kinder aus Holasice und Maršov besuchten. Im Josephinischen Kataster von 1787 sind für Laschanko 49 Hausnummern verzeichnet. Im 19. Jahrhundert erfuhr die Branntkalkfabrikation einen großen Aufschwung. Zu den Abnehmern des Kalks gehörten nun auch die Zuckerfabriken der Herrschaften Rosice, Veveří und Porta Coeli. Bis zur Mitte des 19. Jahrhunderts gehörte Lažánky dann immer zu Brünn. Im Jahre 1848 erfolgte der Bau der Straße von Veverská Bítýška nach Maršov.
Nach der Aufhebung der Patrimonialherrschaften bildete Lažanky ab 1850 mit dem Ortsteil Holasice eine Gemeinde in der Bezirkshauptmannschaft Brünn und dem Gerichtsbezirk Tischnowitz. Östlich des Dorfes entstand die Kolonie Kosová, in der zwölf kleine Kalköfen betrieben wurden. Die Freiwillige Feuerwehr gründete sich 1881. 1894 ließ Heinrich Orator in Kosová den ersten Schachtofen errichten. Ab 1896 gehörte Lažánky zur neuerrichteten Bezirkshauptmannschaft Tischnowitz. Zu Beginn des 20. Jahrhunderts betrieben die meisten der Grundbesitzer von Lažánky Kalköfen. Verkauft wurde der Branntkalk in ganz Südmähren, vor allem aber nach Brünn, und bis in die 1930er Jahre bot die Kalkproduktion ein einträgliches Auskommen. Der Friedhof auf dem Kirchhof wurde 1899 aufgehoben und durch einen neuen am nordöstlichen Ortsausgang ersetzt. Auf der Flur Šachet zwischen Lažánky und Maršov erfolgten im Jahre 1900 erste Bohrungen, nachdem dort ein mächtiges Kaolinlager vermutet worden war. 1906 wurde dort der Kaolinabbau durch die Montan AG in Prag aufgenommen. Zwischen der Kaolingrube und dem Bahnhof Veverská Bítýška entstand 1911 eine Seilbahn, die das Kaolin zur Bahnstrecke Kuřim–Veverská Bítýška transportierte. 1921 wurde das Kaolinwerk an das Netz der Westmährischen Elektrizitätswerke AG angeschlossen und der elektrische Bohrbetrieb aufgenommen. Wegen Rückgang des Absatzes wurde Ende 1923 der Betrieb zeitweilig stillgelegt. Infolge der Weltwirtschaftskrise wurde 1932 die Produktion im Kaolinwerk gänzlich eingestellt. 1936 errichtete eine Kooperationsgenossenschaft in den Kalkbrüchen eine neue Kalkbrennerei. In den letzten Tagen des Zweiten Weltkrieges versenkte die Wehrmacht auf dem Rückzug vor der Roten Armee in der abgesoffenen Kaolingrube Militärtechnik. Die zwölf kleinen Kalköfen in Kosová wurden 1947 stillgelegt und dem Verfall preisgegeben. 1949 wurden sie dem Erdboden gleichgemacht und an ihrer Stelle eine Kirschplantage angelegt. Im Jahr 1948 bestanden in Lažánky nur noch drei Kalkbrennereien. Die beiden privaten Kalkwerke schlossen sich 1949 zusammen. Im selben Jahr wurden das private und das genossenschaftliche Kalkwerk verstaatlicht und den Mährisch-Schlesischen Zement- und Kalkwerken Maloměřice unterstellt. Der Oratorsche Schachtofen in Kosová wurde 1952 abgerissen. Damit war die gesamte Kolonie Kosová abgetragen. 1958 entstand in Kosová eine Legehennenfarm. 1954 wurde aus dem Kaolinsee ein RSO/03 geborgen. Im Jahre 1961 wurde die Gemeinde dem Okres Brno-venkov zugeordnet. Bei einem Sturm stürzte 1961 die große Linde am Dorfteich um und fiel auf einen Mähdrescher. Die letzten Kalköfen in Lažánky wurden 1970 stillgelegt, da die Produktion nach traditionellem Verfahren nicht mehr mit dem modernen Kalkwerk Čebín konkurrieren konnte.

## Gemeindegliederung
Die Gemeinde Lažánky besteht aus den Ortsteilen Holasice (Holasitz) und Lažánky (Laschanko) sowie der Ansiedlung Kopaniny.

## Sehenswürdigkeiten
- Pfarrkirche der hl. Dreifaltigkeit, die im 14. Jahrhundert im gotischen Stil errichtete Kirche wurde 1524 der hl. Dreifaltigkeit geweiht. Aus Mitteln des Religionsfonds erfolgten 1786 eine spätbarocke Erweiterung und der Anbau eines neuen Turmes. 1841 wurde die Kirche ausgeraubt und sämtliches Kirchensilber gestohlen.
- Kirchhofsmauer, die ältesten Teile stammen aus dem 14. Jahrhundert. In der zweiten Hälfte des 18. Jahrhunderts wurde sie umgestaltet.
- Betsäule an der Straße nach Maršov, errichtet in der zweiten Hälfte des 18. Jahrhunderts
- stillgelegte Kalköfen an den Kalkbrüchen
- Kapelle des hl. Wenzel in Holasice
- Elsbeere an den alten Kalkbrüchen, der seit 2008 als Baumdenkmal geschützte, etwa 16 m hohe Baum hat einen Stammumfang von 2,30 m. Die Baumkrone ist 16,5 m breit und 14 m hoch. Sein Alter wird auf 180 bis 200 Jahre geschätzt.
- Naturpark Údolí Bílého potoka
- Naturschutzgebiet Slunná, Reste eines urwaldähnlichen Tannen-Buchenwaldes, nördlich des Dorfes
- Kaolinsee Mořské oko, westlich von Lažánky
- Lažánecko-Heroltický kras, östlich des Dorfes zwischen den Tälern der Svratka und des Bílý potok. In dem Karstgebiet befindet sich ein unzugängliches Höhlensystem, das von drei Bächen durchflossen wird.